# Resolutie 1612 Veiligheidsraad Verenigde Naties
Resolutie 1612 van de Veiligheidsraad van de Verenigde Naties werd unaniem door de
VN-Veiligheidsraad aangenomen op 26 juli 2005 en stemde
in met de oprichting van een mechanisme om toe te zien op het gebruik van kindsoldaten.

## Inhoud

### Waarnemingen
Er werd intussen al vooruitgang geboekt bij de ontwikkeling van richtlijnen tegenover kinderen in gewapende
conflicten, maar in de praktijk werden hun rechten nog steeds straffeloos geschonden.
Voorts was er ook een verband tussen het gebruik van kindsoldaten en de illegale handel in
kleine wapens.

### Handelingen
Het gebruik van kindsoldaten in gewapende conflicten werd nog eens sterk veroordeeld.
De secretaris-generaal had een actieplan voorgesteld om een
waarnemingsmechanisme op te richten op kinderen in gewapende conflicten. Dit moest:
a. Informatie vergaren over de aanwerving van kindsoldaten en de misbruiken van kinderen,
b. Samenwerken met betrokken overheden en VN-instanties,
c. De beschermende rol van die overheden versterken,
d. Dialogen met de desbetreffende gewapende groepen voeren in de context van een vredesproces.
Intussen kwam er ook geen schot in de ontwikkeling en uitvoering van de actieplannen die de Veiligheidsraad met
resolutie 1539 had gevraagd van de partijen in conflicten
om de inzet van kindsoldaten een halt toe te roepen.
Verder werd een werkgroep opgericht om aanbevelingen te doen inzake de bescherming van kinderen in conflicten.
Ook VN-vredesmissies droegen een verantwoordelijkheid ter zake.

## Verwante resoluties
- Resolutie 1467 Veiligheidsraad Verenigde Naties (2003)
- Resolutie 1539 Veiligheidsraad Verenigde Naties (2004)
- Resolutie 1674 Veiligheidsraad Verenigde Naties (2006)
- Resolutie 1738 Veiligheidsraad Verenigde Naties (2006)

Lijst ·  1581 ·  1582 ·  1583 ·  1584 ·  1585 ·  1586 ·  1587 ·  1588 ·  1589 ·  1590 ·  1591 ·  1592 ·  1593 ·  1594 ·  1595 ·  1596 ·  1597 ·  1598 ·  1599 ·  1600 ·  1601 ·  1602 ·  1603 ·  1604 ·  1605 ·  1606 ·  1607 ·  1608 ·  1609 ·  1610 ·  1611 ·  1612 ·  1613 ·  1614 ·  1615 ·  1616 ·  1617 ·  1618 ·  1619 ·  1620 ·  1621 ·  1622 ·  1623 ·  1624 ·  1625 ·  1626 ·  1627 ·  1628 ·  1629 ·  1630 ·  1631 ·  1632 ·  1633 ·  1634 ·  1635 ·  1636 ·  1637 ·  1638 ·  1639 ·  1640 ·  1641 ·  1642 ·  1643 ·  1644 ·  1645 ·  1646 ·  1647 ·  1648 ·  1649 ·  1650 ·  1651